# Centrino
Centrino é uma plataforma para computadores portáteis da Intel que cobre uma combinação particular de CPU, chipset e uma interface de rede sem fio (wireless) na concepção de computadores pessoais. A Intel declara que os sistemas equipados com estas tecnologias apresentam um melhor desempenho, economia de energia e a interoperabilidade global em redes sem fio.
Não se deve confundir a plataforma Centrino com o processador Pentium M. A plataforma Centrino é uma tecnologia que engloba tanto o processador, como o chipset e a placa de rede sem fio integrado.E uma plataforma composta por um conjunto de componentes específicos ditados, um determinado processador, Chipset e rede sem fio. Um notebook só pode ser considerado Centrino se possuir todos esses três componentes.

## Intel Centrino
| Wireless LAN            | Chipset    | Centrino    | Processor                              | Codename     | Release Date | Manufacturing Technology | Microarchitecture  |
| Intel Wireless Products | 800 Series | Carmel      | Intel Pentium M                        | Banias       | 2003         | 130 nm                   | Intel P6           |
| Intel Wireless Products | 800 Series | Carmel      | Intel Pentium M                        | Dothan       | 2004         | 90 nm                    | Intel P6           |
| Intel Wireless Products | 900 Series | Sonoma      | Intel Pentium M                        | Dothan       | 2005         | 90 nm                    | Intel P6           |
| Intel Wireless Products | 900 Series | Napa        | Intel Core Duo/Solo                    | Yonah        | 2006         | 65 nm                    | Intel P6           |
| Intel Wireless Products | 900 Series | Napa        | Intel Core 2 Duo/Solo                  | Merom        | 2006         | 65 nm                    | Intel Core         |
| Intel Wireless Products | 900 Series | Santa Rosa  | Intel Core 2 Duo                       | Merom        | 2007         | 65 nm                    | Intel Core         |
| Intel Wireless Products | 900 Series | Santa Rosa  | Intel Core 2 Duo                       | Penryn       | 2008         | 45 nm                    | Intel Core         |
| Intel Wireless Products | 4 Series   | Montevina   | Intel Core 2 Duo                       | Penryn       | 2008         | 45 nm                    | Intel Core         |
| Intel Wireless Products | 5 Series   | Calpella    | Intel Core i7/i7 Extreme Edilton       | Clarksfield  | 2009         | 45 nm                    | Intel Nehalem      |
| Intel Wireless Products | 5 Series   | Calpella    | Intel Core i3/i5/i7                    | Arrandale    | 2010         | 32 nm                    | Intel Nehalem      |
| Intel Wireless Products | 6 Series   | Huron River | Intel Core i3/i5/i7/i7 Extreme Edilton | Sandy Bridge | 2011         | 32 nm                    | Intel Sandy Bridge |
| Intel Wireless Products | 7 Series   | Chief River | Intel Core i3/i5/i7/i7 Extreme Edilton | Ivy Bridge   | 2012         | 22 nm                    | Intel Sandy Bridge |
| Intel Wireless Products | 8 Series   | Shark Bay   | Intel Core i3/i5/i7/i7 Extreme Edilton | Haswell      | 2013         | 22 nm                    | Intel Haswell      |
| Intel Wireless Products | 9 Series   | Skylake     | Intel Core i3/i5/i7/i7 Extreme Edilton | Skylake      | 2015         | 14 nm                    | Intel Skylake      |

## Plataforma Carmel
Plataforma original Centrino, lançada em 2003. Consta de:
- CPU Pentium-M (Banias ou depois Dothan) bus 400 MHz
- Chipset serie 855

| Centrino     | Plataforma Carmel |
| ------------ | --- |
| Processador  | Processador Intel Pentium M (nome-código Banias ou depois Dothan) com um FSB a 400 MT/s, Socket 479.                      |
| Chipset      | um chipset Intel 855 series (nome-código Odem ou Montara com Intel Extreme Graphics 2), DDR-266.                          |
| Rede sem fio | Intel PRO/Wireless 2100 B (nome-código Calexico) ou depois um adaptador Wi-Fi 2200 BG mini-PCI (nombre-código Calexico2). |

## Plataforma Sonoma
A plataforma original foi atualizada em 2005 com a nova geração Centrino (de nome Sonoma), com CPU Pentium M que tem 2 megabytes de memoria cache L2, um bus de dados a 533 MHz, suporta memoria RAM DDR2 a 533 MHz, assim como som envolvente (7.1 com 24 bits e 192 kHz) e um maior rendimento em gráficos devido a tecnologia PCI Express. Também a placa de rede sem fio tem melhorado a Intel PRO/Wireless 2200 ou PRO/Wireless 2915 (IEEE 802.11a/b/g). Novo chipset 915. Alguns portáteis Centrino inclui o núcleo melhorado Dothan no Pentium M.
| Centrino     | Plataforma Sonoma                                                                                      |
| ------------ | --- |
| Processador  | Um procesador Intel Pentium M (nome-código Dothan) com um FSB a 533 MT/s, Socket m PGA 478.            |
| Chipset      | Um chipset Intel Mobile 915 Express series (nome-código Alviso com Intel's GMA 900), DDR2-533.         |
| Rede sem fio | Um Intel PRO/Wireless 2200 BG ou 2915 ABG adaptador Wi-Fi mini-PCI (nome-código compartido Calexico2). |

## Plataforma Napa
Versão de Centrino lançada em 2006. Consta de:
- CPU Core Solo, Dual Core (Yonah) e posteriormente Core 2 Duo (Merom). As versões da plataforma Centrino baseadas em Dual Core e Core 2 Duo recebem o nome de Centrino Duo
- Chipset serie 945, que pode incluir gráficos integrados GMA950.
- Intel PRO/Wireless 3945 IEEE 802.11 a/b/g

## Plataforma Santa Rosa
O codinome que se refere a quarta geração da plataforma Centrino.
Apresentado em 9 de maio de 2007, com:
- CPU Core 2 Duo (Merom 2ª generación) e posteriormente Penryn no começo de 2008
- chipset serie 965 (com gráficos integrados X3100).
- Intel PRO/Wireless 4965AGN IEEE 802.11 a/b/g/n

Se comercializam com os nomes de Centrino Duo (como os anteriores) e Centrino Pro.

## Plataforma Montevina
O codinome Montevina se refere a quinta geração da plataforma Centrino.
Se lançou em junho de 2008. Recebe o nome de Centrino 2.
Montevina suporta o processador Core 2 Duo de 45nm Penryn. Montevina usa o chipset Cantiga com gráficos integrados GMA X4500, o modulo wireless Shiloh que se espera use WiMAX ou HSDPA, além do controlador LAN Boaz.